# ويليام دافنبورت
ويليام دافنبورت (بالإنجليزية: William Davenport)‏ هو صانع أفلام وثائقية أمريكي، ولد في 1960 في إيفانسفيل في الولايات المتحدة.

## روابط خارجية
- ويليام دافنبورت على موقع IMDb (الإنجليزية)
- ويليام دافنبورت على موقع قاعدة بيانات الفيلم (الإنجليزية)